# نادي إيكاسا
نادي إيكاسا هو نادي كرة قدم برازيلي أٌسس عام 1963. يلعب النادي في الدوري البرازيلي الدرجة الثانية.